# Fosa de las Sandwich del Sur

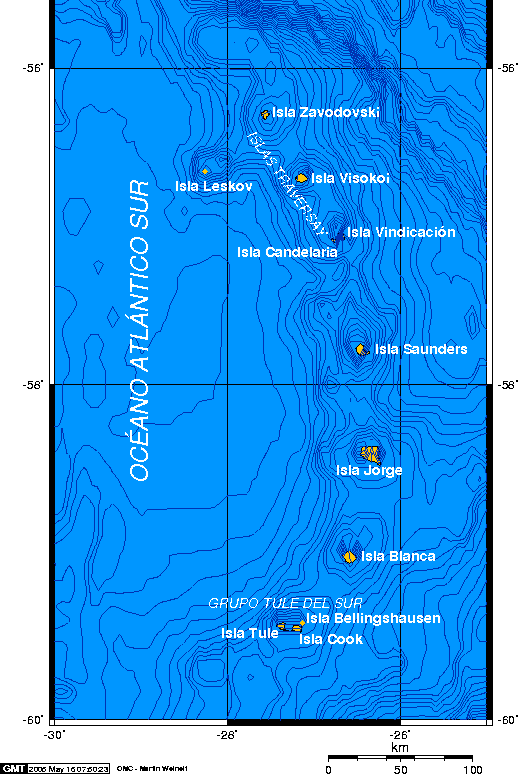
Mapa de las Sandwich del Sur, a cuyo lado oriental se encuentra la fosa.

La fosa de las Sandwich del Sur, a veces llamada fosa del Meteor; es una profunda fosa abisal arqueada en el océano Atlántico Sur que se encuentra a unos 100 km al este de las islas Sandwich del Sur, a las cuales rodea también por el norte y el extremo sureste y que señala el límite abisal del mar del Scotia. 
La fosa es producida por la subducción de la pequeña placa tectónica del Scotia en la porción situada más al sur de la placa Sudamericana y también debajo de la placa Antártica. Las islas Sandwich del Sur constituyen un arco de islas volcánicas emergentes de la dorsal del Scotia que resulta de esta subducción activa con frecuente actividad sísmica. El monte Belinda en la isla Jorge es un volcán activo.
Es la fosa más profunda del océano Atlántico meridional o bien del Océano Antártico, así como la segunda más profunda del océano Atlántico, después de la fosa de Puerto Rico.
La fosa tiene 965 kilómetros de largo y una profundidad máxima de 8.428 metros debajo de nivel del mar en la sima Meteor, que está localizada a 55°40′ S, 25°55′ O. A 122 kilómetros al noroeste de la isla Zavodovski.
La porción situada más al sur de la fosa de las Sandwich del Sur alcanza los 60° S y por lo tanto está en el océano Glacial Antártico, del que es la profundidad máxima, situada a los 60° 00' S y 24° O, con una profundidad de 7.235 metros.